# Il coniglio focoso
Il coniglio focoso (Rabbit Fire) è un film del 1951 diretto da Chuck Jones. È un cortometraggio d'animazione della serie Looney Tunes, uscito negli Stati Uniti il 19 maggio 1951. È il primo film ad avere come protagonisti sia Bugs Bunny sia Daffy Duck, qui affiancati da Taddeo, e il primo episodio della cosiddetta "trilogia della caccia" composta anche da Il coniglio che la sa lunga (1952) e Papere e conigli (1953). I tre corti sono basati sulle stesse premesse, avendo come più grande differenza di format la stagione in cui sono ambientati (l'estate nel primo, l'autunno nel secondo e l'inverno nel terzo).
Il film segna un cambiamento significativo nella personalità di Daffy, che passa dall'essere il folle personaggio "screwball" che (come Bugs) sopraffà i suoi avversari, a un individuo molto più imperfetto, pieno di avidità e vanità e desideroso di attenzione. Nel 1979 il corto fu inserito, pressoché integralmente, nel film di montaggio Super Bunny in orbita!, mentre nel 2003 fu adattato nella sequenza d'apertura di Looney Tunes: Back in Action (che ne riprende stile, ambientazione e trama). Dal 1998 viene distribuito col titolo Stagione di caccia.

## Trama
Daffy attira Taddeo alla tana di Bugs, e si fa da parte quando Taddeo tenta di sparare Bugs. Questi però informa Taddeo che non è stagione di caccia al coniglio, ma di caccia all'anatra. Daffy si intromette, infuriato, cercando di convincere Taddeo che Bugs sta mentendo. Bugs e Daffy cominciano a discutere su che stagione sia, e tramite un gioco verbale Bugs porta più volte Daffy a dire che è stagione di caccia all'anatra. Ogni volta che questo succede, Taddeo spara a Daffy.
Daffy poi vede Bugs che inchioda a un albero un cartello con scritto "Stagione dell'anatra aperta". Quando vede Taddeo avvicinarsi, Daffy si traveste da Bugs. Bugs poi appare travestito da Daffy, dopo aver sostituito il cartello con uno sulla stagione dei conigli, così Taddeo spara a Daffy. Poi, dopo essersi tolti i loro costumi, Bugs e Daffy cominciano a leggere dei ricettari su come cucinare l'avversario a Taddeo, il quale dice loro che è vegetariano e che caccia solo per sport. In seguito ricomincia a inseguire i due, che si nascondono nella tana di Bugs. Poi Bugs ne emerge e suggerisce a Taddeo di andare a caccia di elefanti, poiché il suo è un fucile per elefanti. Mentre Taddeo ci pensa su, arriva un elefante che lo minaccia e gli tira preventivamente un pugno.
Daffy poi arriva travestito da cane, e Bugs da cacciatrice. Taddeo però scopre i travestimenti e minaccia di sparare ai due. Bugs e Daffy cominciano a litigare sfogliando i cartelloni in un albero, che si alternano tra "Stagione dell'anatra" e "Stagione del coniglio", finché non ne appare uno con la scritta "Stagione di Taddeo". I due, vestiti da cacciatori, iniziano a inseguire Taddeo.

## Distribuzione

### Edizione italiana
Il corto arrivò in Italia direttamente in televisione negli anni ottanta. Il doppiaggio fu eseguito dalla Effe Elle Due e diretto da Franco Latini su dialoghi di Maria Pinto, i quali in alcuni punti ignorano gli originali impedendo di comprendere alcune gag. Nel 1998 il corto fu ridoppiato dalla Angriservices Edizioni sotto la direzione di Renzo Stacchi per l'inclusione nella VHS L'ammutinamento di Bunny, con dei dialoghi più corretti. In DVD è stato però incluso il primo doppiaggio.

### Edizioni home video

#### VHS
America del Nord
- Daffy Duck: The Nuttiness Continues... (1985)
- From Hare to Eternity (1997)
- Looney Tunes: The Collector's Edition - Vocal Genius (gennaio 2000)

Italia
- Daffy Duck: The Nuttiness Continues... (1986)
- Daffy Duck n. 3 (ottobre 1991)
- L'ammutinamento di Bunny (ottobre 1998)

#### Laserdisc
- Hare Beyond Compare (1994)

#### DVD e Blu-ray Disc
Il corto fu pubblicato in DVD-Video in America del Nord nel secondo disco della raccolta Looney Tunes Golden Collection: Volume 1 (intitolato Best of Daffy & Porky) distribuita il 28 ottobre 2003, nel quale è visibile anche con la colonna internazionale; il DVD fu pubblicato in Italia il 2 dicembre 2003 nella collana Looney Tunes Collection, col titolo Daffy Duck & Porky Pig. Il 12 ottobre 2010 fu inserito nel primo DVD della raccolta The Essential Bugs Bunny, pubblicato in Italia il 19 aprile 2013 col titolo Looney Tunes: Collezione Bugs Bunny. In Italia fu inserito anche nel DVD Giochetto o scherzetto? della collana I tuoi amici Looney Tunes, uscito il 21 ottobre 2009. Fu poi incluso (anche con la colonna internazionale e un commento audio opzionale di Greg Ford) nel secondo disco della raccolta Blu-ray Disc e DVD Looney Tunes Platinum Collection: Volume Two, uscita in America del Nord il 16 ottobre 2012. In seguito è stato inserito anche nel secondo DVD della raccolta 50 cartoons da collezione - Looney Tunes della collana Il meglio di Warner Bros., uscita in America del Nord il 25 giugno 2013 e in Italia il 5 dicembre. Fu infine incluso, nuovamente con le tracce audio alternative, nel secondo disco della raccolta BD Bugs Bunny 80th Anniversary Collection, uscita in America del Nord il 1º dicembre 2020.

## Accoglienza
Nel 2010 il film fu selezionato per l'inclusione nel libro di Jerry Beck The 100 Greatest Looney Tunes Cartoons; in tale occasione l'animatore Tom Sito scrisse che nel corto "vediamo Jones rifinire i suoi sforzi per ridefinire le personalità dei personaggi chiave Warner come li vedeva lui". Sito elogiò anche le interpretazioni di Blanc, definendole "un tour de force", e l'animazione, ricordando come Ben Washam gli avesse raccontato che gli animatori si sfidavano per vedere per quanto avrebbero potuto mantenere la posa di un personaggio per un effetto comico e farla comunque sembrare credibile.